# CityRail

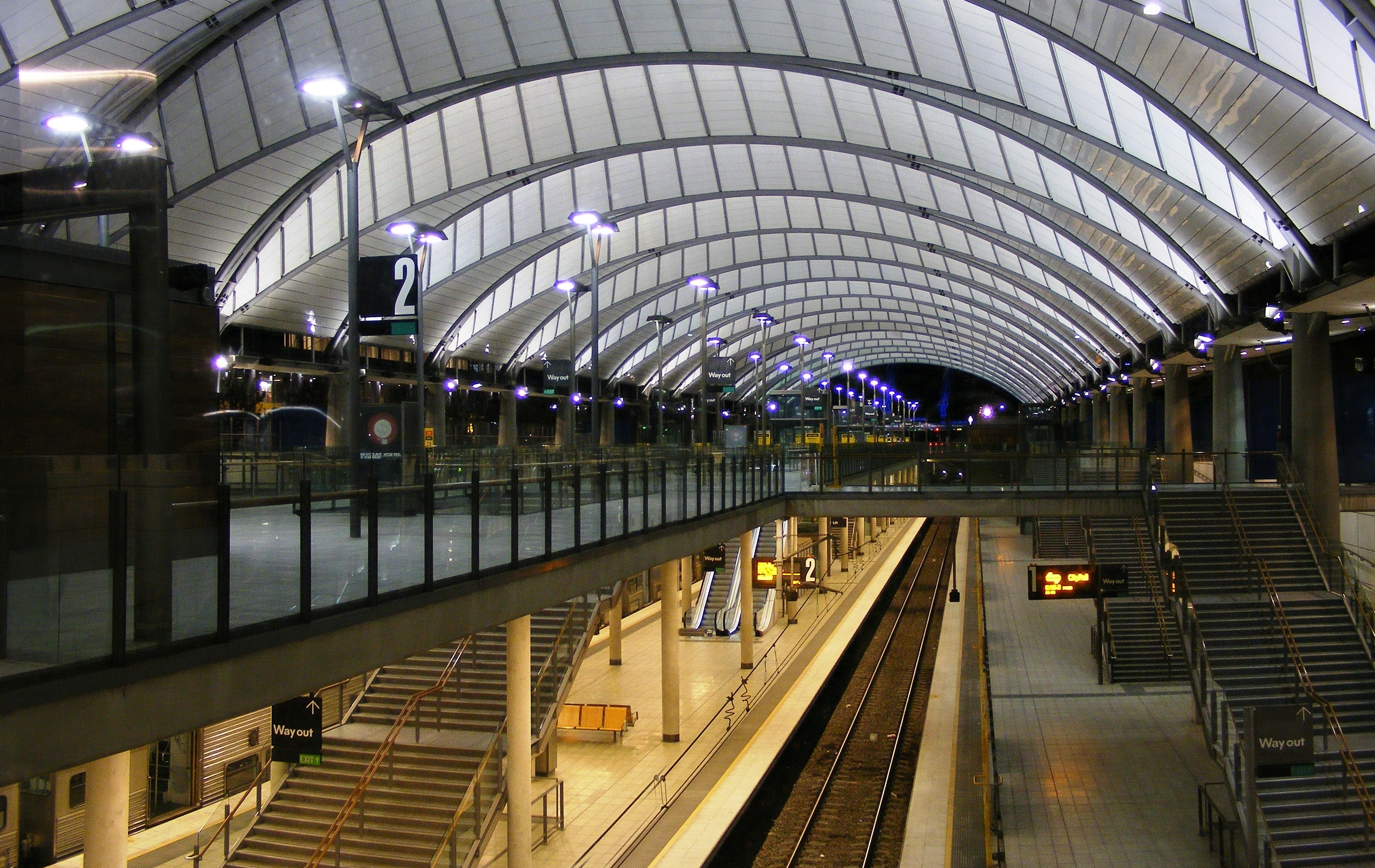
Olympic Park station Sydney

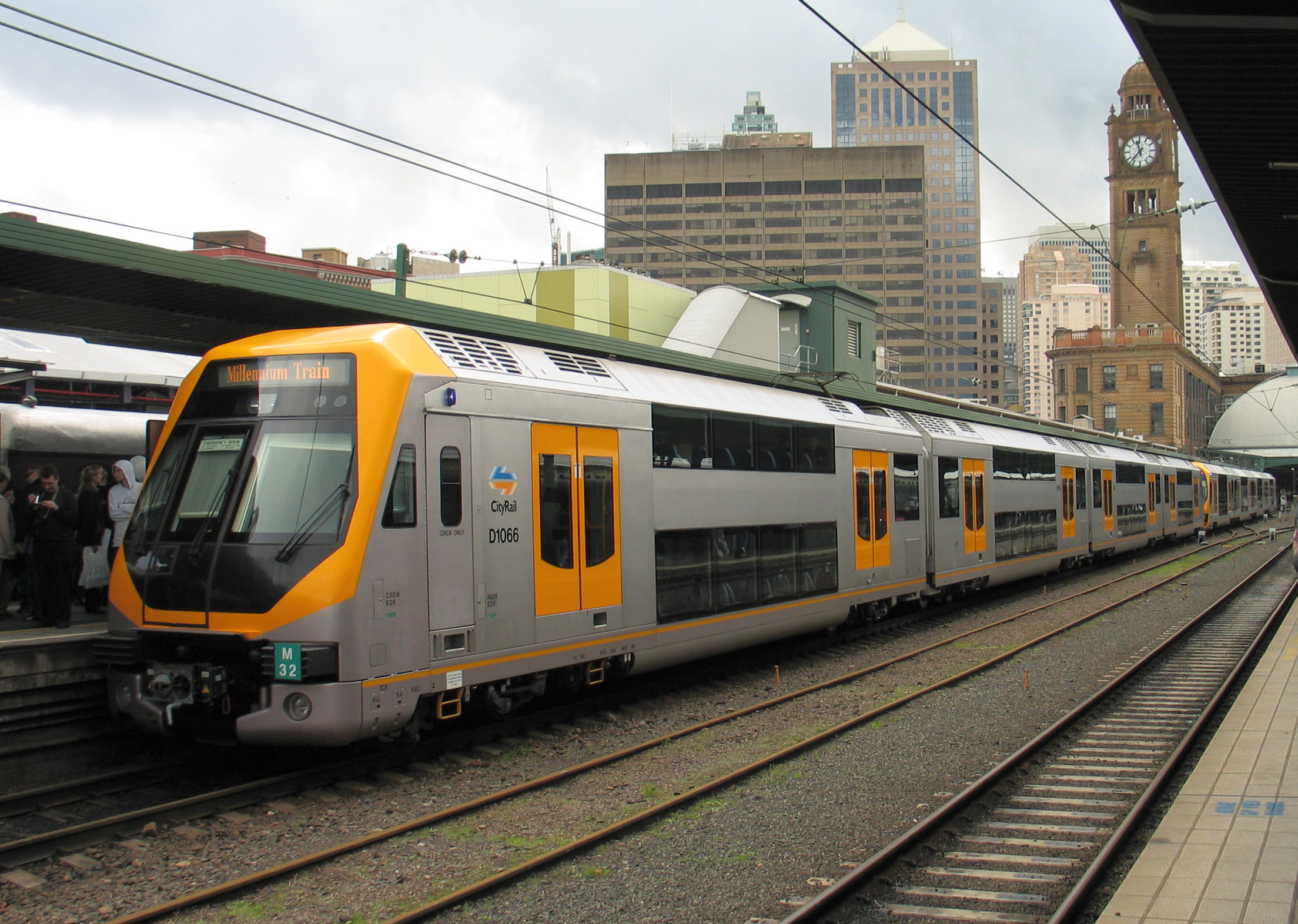
De trenuri urbane în Sydney

CityRail este numele dat la rețeaua de trenuri urbane în Sydney, Australia și împrejurimile sale. Deși este o rețea extensivă, CityRail este frecvent criticat pentru infrastructură veche, probleme cu punctualitatea, infracționalitatea și niveluri slabe de curățenie. Toată rețeaua, cu excepția liniei Hunter Valley, este electrificată.

## Linii

### Linii metropolitane
- Linia City Circle
- Linia East Hills și Airport
- Linia South
- Linia Bankstown
- Linia Inner West
- Linia Illawarra
- Linia North Shore
- Linia Western
- Linia Northern
- Linia Cumberland
- Linia Olympic Park

### Linii intercity
Liniile intercity servesc zonele în afara orașului Sydney.
- Linia Blue Mountains
- Linia Southern Highlands
- Linia South Coast
- Linia Blue Mountains
- Linia Newcastle și Coasta Centrală
- Linia Hunter Valley